# 李弘冀
李弘冀（10世纪前期/933年前?—959年），南唐元宗李璟嫡長子，母鍾皇后，李煜之兄。
当时有谶语：「有一真人在冀州，开口张弓向左边。」李璟为了应验谶语，故起名「弘冀」，初封东平公，改封南昌王，留守东都。又徒镇润州，后改封燕王。李弘冀虽然有军政才能，曾领兵击败吴越国军队，但為人猜忌嚴刻。當時李璟將政務交由皇太弟李景遂全權處理，李弘冀遂與李景遂爆發皇儲之爭，蕭儼、孫晟等人堅持立李弘冀為太子。
显德五年（958年），后周取得淮南之战的胜利。南唐向后周称臣，李璟耻于去帝号称藩，向后周请求传位于李弘冀，被后周拒绝。李弘冀被立为太子後，李景遂改封晋王，出镇江西。李弘冀多行不法，李璟放言要召回李景遂。李景遂要处决手下都押衙袁从范的儿子，于是李弘冀指使袁从范毒殺叔父李景遂。李煜為避祸，自號「鍾峰隱者」。显德六年（959年）九月，李弘冀逝世。有司以浙西之功，谥曰武宣。张洎上言，乃更謚文獻。